# Zheng Zhilong

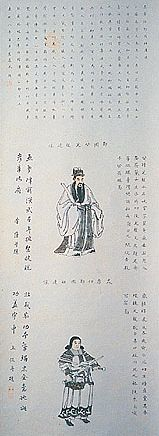
Zheng Zhilong i jego syn Koxinga

Zheng Zhilong (ur. 1604 w Fujian, zm. 24 listopada 1661) – chiński pirat i polityk. Był ojcem chińskiego bohatera narodowego Zheng Chenggonga.

## Życiorys
Młodość spędził w portugalskiej kolonii Makau, gdzie przyjął chrzest i otrzymał imię Nicholas Gaspard. Po opuszczeniu Makau rozpoczął działalność piracką, napadając na kupców chińskich i holenderskich w Cieśninie Tajwańskiej. W 1628 roku wstąpił na służbę cesarzy z dynastii Ming, podejmując się obowiązku strzeżenia łupionych do tej pory wybrzeży. W 1644 roku próbował przywrócić zwierzchność dynastii Ming nad prowincją Fujian okupowaną przez Mandżurów. Przedsięwzięcie zakończyło się jednak porażką. W 1644 roku Zheng Zhilong postanowił przyłączyć się Mandżurów. Tymczasem jego syn pozostał w służbie dynastii Ming i stał się głównym przywódcą walki z najeźdźcami. Na skutek działalności syna Zheng Zhilong był traktowany przez wodzów mandżurskich podejrzliwie. W 1655 roku został uwięziony i kilka lat później stracony.